# Vent'anni e un giorno
Vent'anni e un giorno è un romanzo d'invenzione di Jorge Semprún (scrittore nato in Spagna ma francese d'adozione) scritto nella lingua materna, lo spagnolo, che ricostruisce un episodio tragico accaduto durante l'inizio della guerra civile spagnola del quale viene celebrata dopo vent'anni una macabra ricorrenza.

## Trama
José Maria Avedaño, figlio minore di una ricca famiglia, viene ucciso dai suoi braccianti 
repubblichini all'inizio della guerra civile spagnola.
 
Il tragico episodio viene ricordato ogni anno nella tenuta di campagna del villaggio di Quismondo, in provincia di Toledo, con una messinscena teatrale alla quale sono costretti ad assistere i contadini e il personale per rivivere insieme il tragico accaduto.

Il 18 luglio 1956, vent'anni dopo il delitto, la famiglia della vittima decide di ricordare per l'ultima volta, il tragico episodio e nella tenuta di famiglia, come ogni anno, si ricostruisce la scena.

Sono presenti alla commemorazione uno storico americano di origine sefardina che è amico di Hemingway, un commissario di polizia che è sulle tracce di Federico Sánchez, che non è altro che l'alias dell'autore, e molti familiari di José Avedaño compresa la vedova, Mercedes Piombo.

Alla tenuta arrivano anche molti personaggi che vent'anni prima erano stati testimoni dell'accaduto o che semplicemente conservavano il ricordo della tragedia anche perché mescolato a complesse vicende personali vissute nell'arco di quegli anni.

Nel libro di Semprún appare chiaramente che la realtà romanzesca si ricollega a numerosi ricordi autobiografici che risaltano sullo sfondo storico della lotta fratricida trascorsa.

Nel romanzo si sovrappongono e si intrecciano due tempi: quello di José Maria e Mercedes, giovani sposi in viaggio di nozze in Italia e quello che lega a quanto succedeva nella vita politica spagnola durante la lotta contro Franco.

Viene ricostruito intanto, con diverse versioni, l'assassinio di José con la rivelazione di un complicato e insospettato intreccio di relazioni amorose maturate nel tempo.

In una prosa brillante e limpida, Semprún dialoga con il lettore e lo rende partecipe di tutte le scelte e di tutti i giudizi che l'autore, a poco a poco, va svelando.

## Edizioni
- Jorge Semprún, Vent'anni e un giorno, traduzione di Paolo Collo e Paola Tomasinelli, Passigli, 2005,  p. 196, ISBN 88-368-0913-8.